# Andrian Candu
Andrian Candu (ur. 27 listopada 1975 w Kiszyniowie) – mołdawski prawnik i polityk, minister gospodarki i wicepremier w latach 2014–2015, przewodniczący Parlamentu Republiki Mołdawii w latach 2015–2019.

## Życiorys
Ukończył szkołę średnią o profilu informatycznym im. Tiberiu Popoviciu w Klużu-Napoce. Następnie podjął studia prawnicze na znajdującym się w tym samym mieście Uniwersytecie Babeș-Bolyai, uzyskując w 1998 licencjat. W 2008 uzyskał magisterium w zakresie międzynarodowego prawa podatkowego na Uniwersytecie Ekonomicznym w Wiedniu. W latach 1998–2002 był konsultantem w komisji polityki zagranicznej mołdawskiego parlamentu, a w latach 2001–2002 także prawnikiem w firmie „Compudava”. Od 2002 do 2003 pełnił funkcję dyrektora wykonawczego przedsiębiorstwa „Isimbardi International”, zaś od 2002 do 2010 był menedżerem w mołdawskim oddziale korporacji PricewaterhouseCoopers. W latach 2000–2004 był również wykładowcą prawa międzynarodowego na Academia de Administrare Publică de pe lângă Președintele Republicii Moldova (akademii administracji publicznej przy urzędzie prezydenta).
W wyborach parlamentarnych w 2010 uzyskał mandat deputowanego do Parlamentu Republiki Mołdawii z ramienia Demokratycznej Partii Mołdawii. W 2014 i 2019 z powodzeniem ubiegał się o poselską reelekcję.
W latach 2013–2014 był wiceprzewodniczącym mołdawskiego parlamentu. 3 lipca 2014 został ministrem gospodarki i wicepremierem w rządzie, na czele którego stanął Iurie Leancă. W styczniu 2015 został wybrany na przewodniczącego Parlamentu Republiki Mołdawii. Pełnił tę funkcję do 2019, w nowej kadencji funkcję tę przejęła Zinaida Greceanîi. W 2020 stanął na czele nowego ugrupowania pod nazwą Pro Moldova; w październiku 2021 zrezygnował z kierowania tą partią.

## Życie prywatne
Jest żonaty z Zuzaną Candu (z pochodzenia Czeszką), ma troje dzieci: Daniela, Verę i Adama. Posługuje się językiem językami rosyjskim i angielskim. Posiada także obywatelstwo rumuńskie.